# Aeroportul Mount Hotham
Aeroportul Mount Hotham (IATA: MHU, ICAO: YHOT) este un aeroport din Victoria, Australia.
Situat la o altitudine de 1.294 m, aeroportul dispune de o singură pistă. Este operat de Mount Hotham Skiing Company⁠(d).